# Rucervus
Rucervus és un gènere d'artiodàctils de la família dels cèrvids. Les espècies recents d'aquest grup són oriündes del sud i sud-est d'Àsia, però també conté diverses espècies extintes que arribaren fins a l'Europa Occidental. Fou descrit originalment com a subgènere de Cervus. Juntament amb Axis, es tracta del llinatge més antic de la subfamília dels cervins.